# Антофора чорновійчаста
Антофора чорновійчаста (Anthophora atricilla) — вид комах з родини Apidae. Один із 32 видів підроду Lophanthophora всесвітньо поширеного роду Anthophora (418 видів), один з 27 видів роду у фауні України. Запилювач багатьох видів квіткових рослин.

## Морфологічні ознаки
Довжина тіла 17–20 мм. Голова, груди, 1 та 2 тергуми у самців та 1-й тергум самиць вкриті досить довгими біло-жовтими волосками, які у самиць на 2–3 тергумах майже лускоподібні. Решта тергумів слабко опушені, чорні. Голова спереду у обох статей з жовтим малюнком. Перший членик задньої лапки самиць із внутрішньої сторони вкритий густими чорними волосками, на вершині з пучком довгих чорних волосків. Самець зовні схожий на самицю, на вершині 3-го тергуму має оторочку з білих волосків. На кінцевих члениках середніх лапок самців знаходяться пучки довгих чорних волосків.

## Поширення
Південно-східно-європейський та середньоазійський вид. Поширений в зоні сухих степів, напівпустель та пустель Казахстану, Узбекистану, Таджикистану, Туркменії. Також є відомості про його знаходження у Єгипті, Туреччині, Пакистані, Китаї. В Росії відомий з Калмикії та Волгоградської області. 
В Україні відмічений лише в Криму (в районі озера Сиваш та околицях м. Джанкой), де проходить західна межа ареалу виду.

## Особливості біології
Генерація однорічна. Дорослі особини зустрічаються в кінці травня–середині липня. Антофіл. Віддає перевагу спеціалізованим зигоморфним квіткам. Гніздування не відоме. Інші представники підроду Lophanthophora будують підземні гнізда з сильно нахиленими або майже вертикально орієнтованими комірками, які розташовуються наприкінці основного ходу гнізда. У комірки самиці запасають рідкий корм із суміші пилку та нектару, на якому зверху плаває яйце. Стінки комірки та її кришка зсередини вкриті воскоподібним секреторним матеріалом.

## Загрози та охорона
Зникає внаслідок зменшення площ пустельних степів біля озеру Сиваш.
Окремо в Україні не охороняється. Необхідне створення на пн. Криму на залишках сухих степів в місцях можливого знаходження виду охоронюваних територій для збереження комплексу пустельних видів тварин і рослин.